# Bolaños (Jalisco)
Bolaños è un comune del Messico, situato nello stato di Jalisco.